# Alexandre Baptista
Pour les articles homonymes, voir Silva et Baptista.
Alexandre Baptista, de son nom complet José Alexandre da Silva Baptista, est un footballeur portugais né le 17 février 1941 à Barreiro et mort le 3 mars 2024 à Lisbonne. Il évoluait au poste de défenseur central.

## Biographie
Grand défenseur du Sporting Portugal, il passe 11 saisons au club. Il remporte 3 championnats et deux coupes. Avec les Lions, il gagne aussi la Coupe d'Europe des vainqueurs de coupe 1963-1964.
International, il reçoit 11 sélections en équipe du Portugal de 1964 à 1969. Il fait partie du groupe portugais qui se classe troisième de la Coupe du monde 1966.

## Carrière
- 1960-1971 :  Sporting Portugal[3],[4]

## Palmarès

### En club
Avec le Sporting Portugal :
- Vainqueur de la Coupe des coupes en 1964
- Champion du Portugal en 1962, 1966 et 1970
- Vainqueur de la Coupe du Portugal en 1963 et 1971

### En sélection
- Troisième de la Coupe du monde en 1966